# Cryptocarya xylophylla
Cryptocarya xylophylla är en lagerväxtart som beskrevs av André Joseph Guillaume Henri Kostermans. Cryptocarya xylophylla ingår i släktet Cryptocarya och familjen lagerväxter. Inga underarter finns listade i Catalogue of Life.